# Aporia
Genre
Aporia est un genre paléarctique de lépidoptères (papillons) de la famille des Pieridae et de la sous-famille des Pierinae.

## Systématique
Le genre Aporia a été décrit par l'entomologiste allemand Jakob Hübner en 1819. Il a pour espèce type Papilio crataegi Linnaeus, 1758.
Il a pour synonymes :
- Leuconea Donzel, 1837
- Metaporia Butler, 1870
- Betaporia Matsumura, 1919
- Betaporia Matsumura, 1919
- Futuronerva Bryk, 1928

## Répartition géographique
La plupart des espèces du genre Aporia sont originaires d'Asie. L'une d'entre elles, Aporia crataegi, a une large répartition couvrant l'Europe, l'Asie tempérée et l'Afrique du Nord.

## Liste des espèces
Selon FUNET Tree of Life (9 juillet 2020) :
- Aporia acraea (Oberthür, 1885)
- Aporia agathon (Gray, 1831)
- Aporia bieti (Oberthür, 1884)
- Aporia crataegi (Linnaeus, 1758) — le Gazé ou la Piéride de l'aubépine.
- Aporia delavayi (Oberthür, 1890)
- Aporia genestieri (Oberthür, 1902)
- Aporia gigantea Koiwaya, 1993
- Aporia goutellei (Oberthür, 1886)
- Aporia harrietae (de Nicéville, [1893])
- Aporia hastata (Oberthür, 1892)
- Aporia hippia (Bremer, 1861)
- Aporia howarthi Bernardi, 1961
- Aporia intercostata Bang-Haas, 1927
- Aporia joubini (Oberthür, 1913)
- Aporia kaolinkonensis Yoshino, 1997
- Aporia largeteaui (Oberthür, 1881)
- Aporia larraldei (Oberthür, 1876)
- Aporia leucodice (Eversmann, 1843)
- Aporia lhamo (Oberthür, 1893)
- Aporia martineti (Oberthür, 1884)
- Aporia monbeigi (Oberthür, 1917)
- Aporia nabellica (Boisduval, [1836])
- Aporia nishimurai Koiwaya, 1989
- Aporia oberthuri (Leech, 1890)
- Aporia potanini Alphéraky, 1892
- Aporia procris Leech, 1890
- Aporia shinnooka Yoshino, 2001
- Aporia soracta Moore, 1857
- Aporia tayiensis Yoshino, 1995

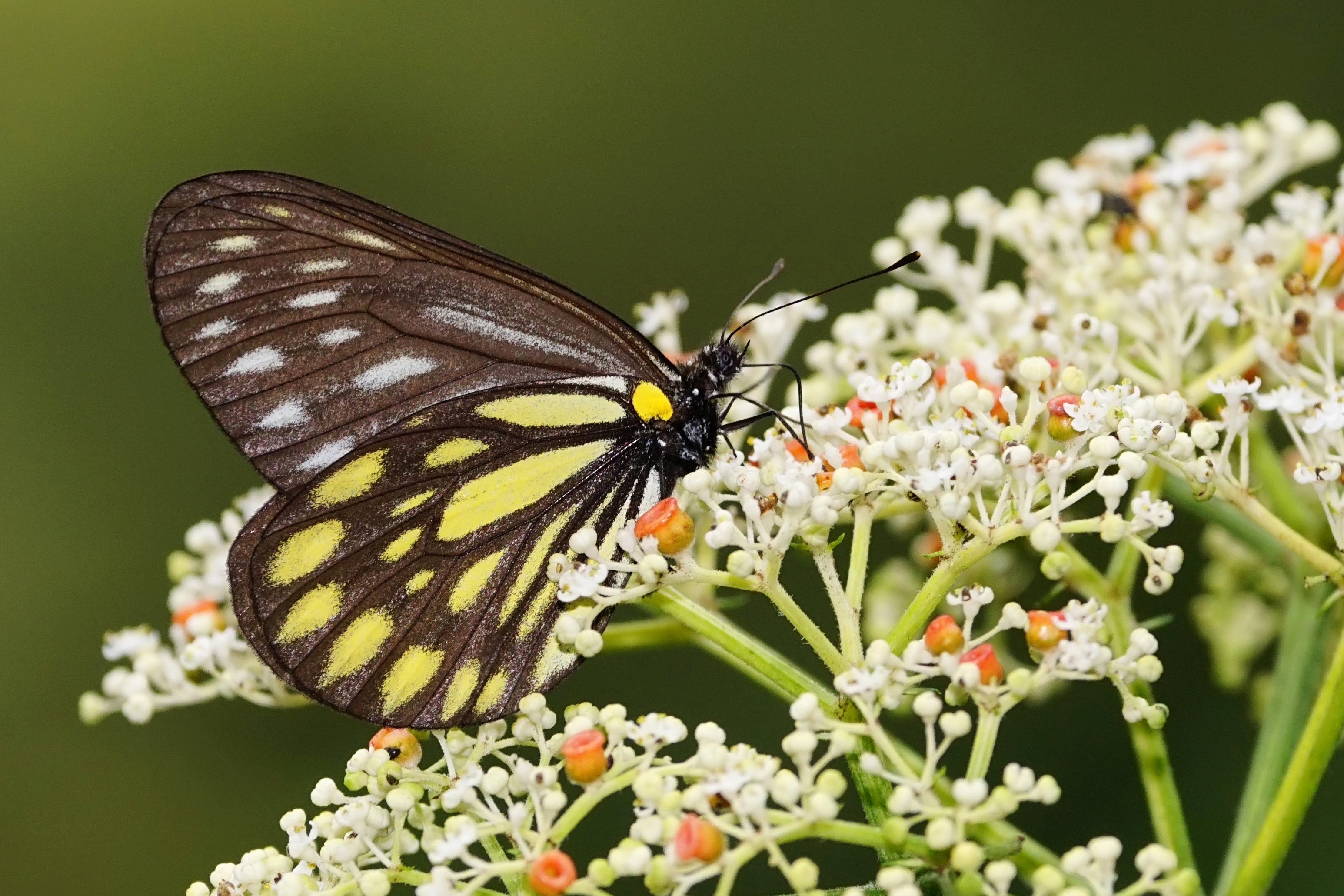
Aporia agathon
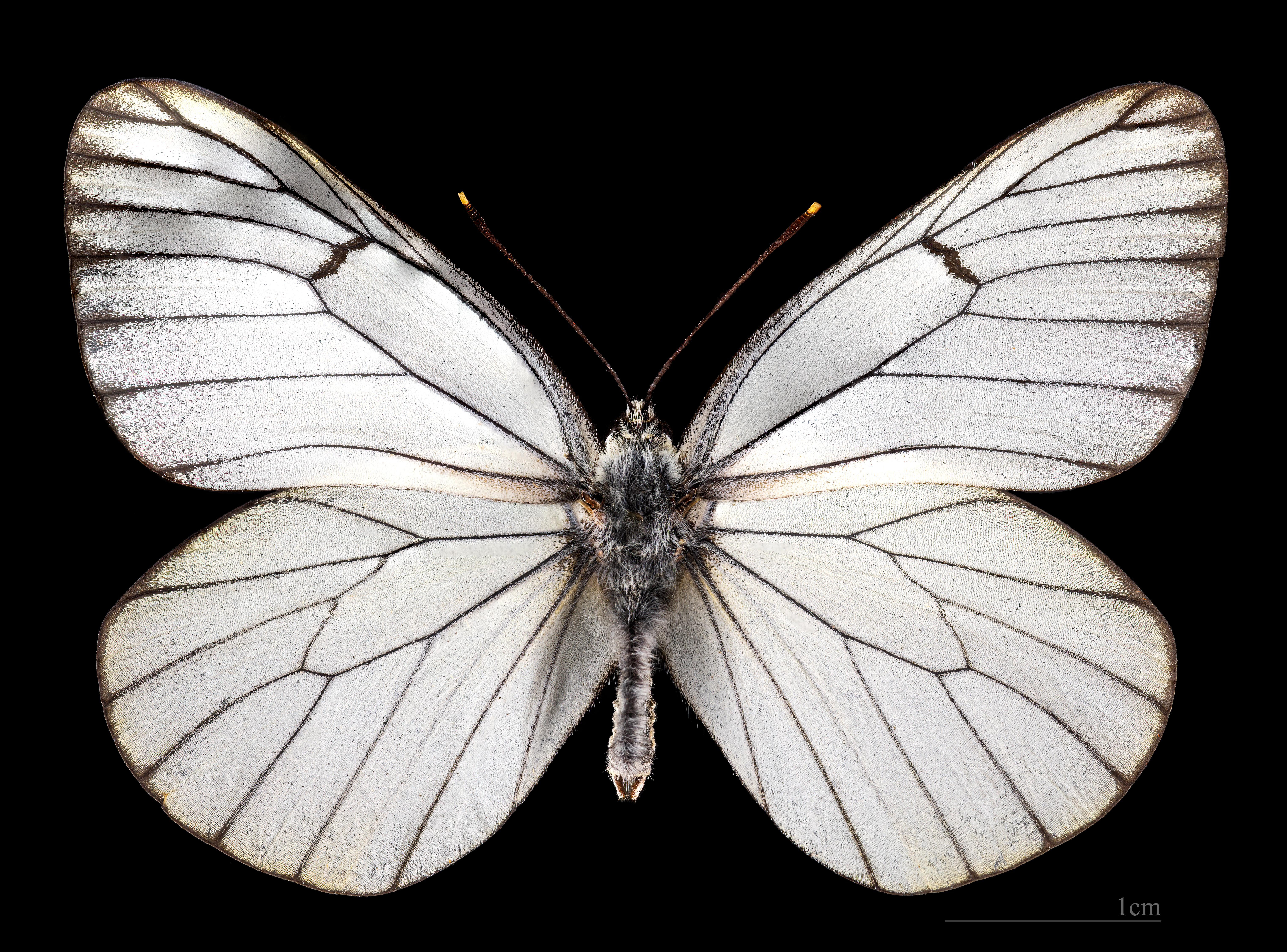
Aporia crataegi
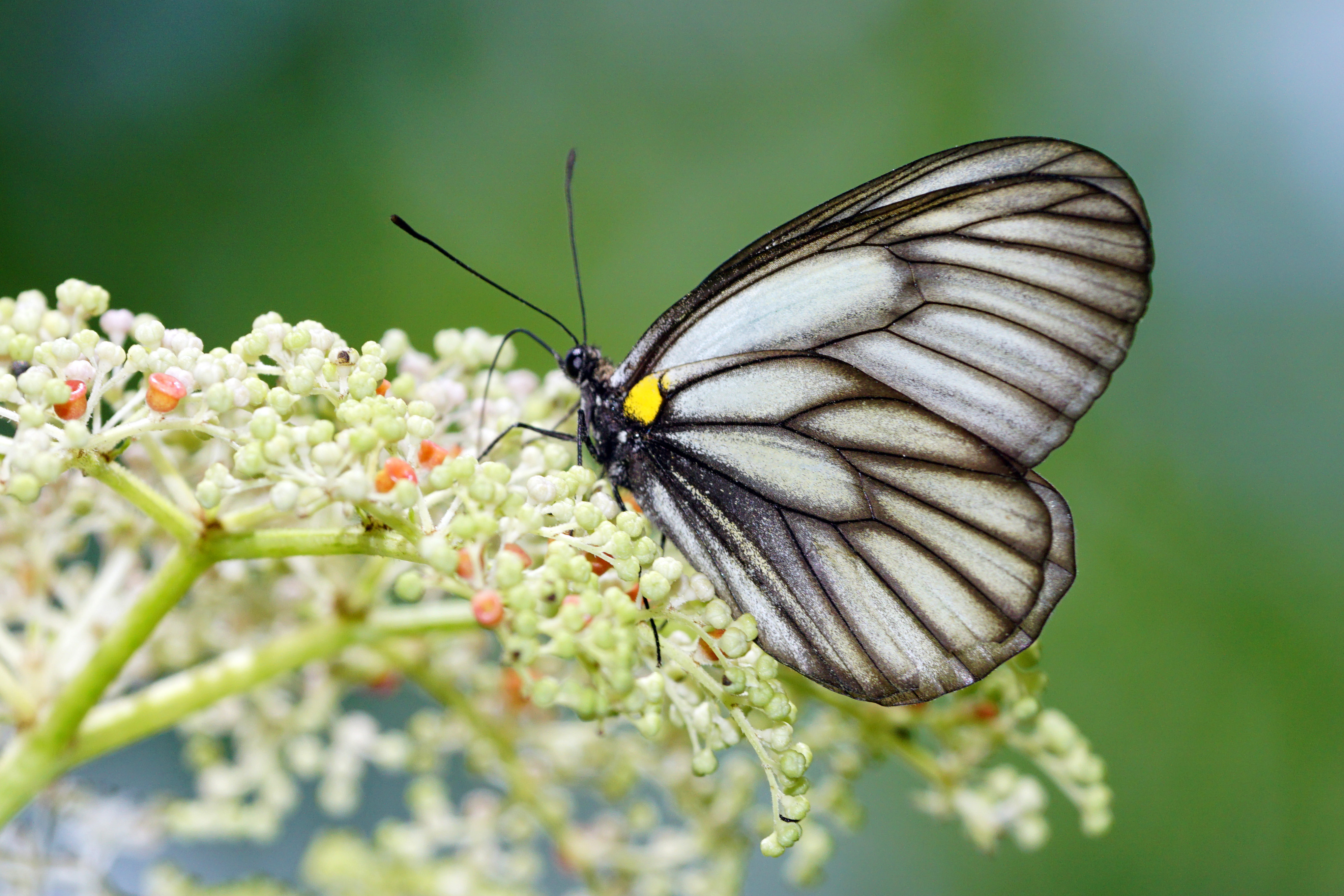
Aporia genestieri
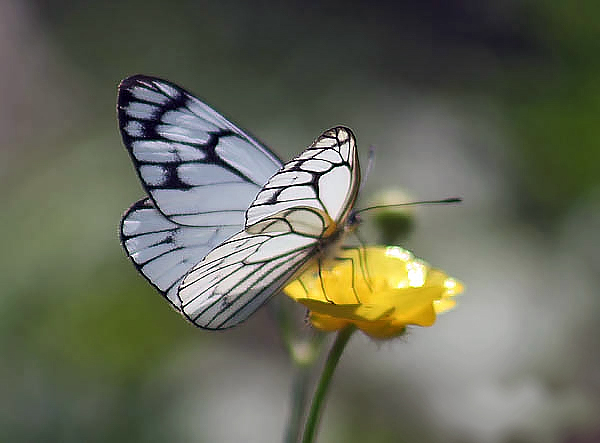
Aporia leucodice